# Наргин
Наргин (на азербайджански: Böyük Zirə) е необитаем остров в Каспийско море в близост до бреговете на гр. Баку, Азербайджан.